# Tian mi mi
"Tian Mi Mi" (chinês tradicional: 甜蜜蜜, pinyin: Tián Mì Mì; literalmente "muito doce") é uma canção de 1979 em mandarim interpretada originalmente interpretada por Teresa Teng. As letras foram escritas por Zhuang Nu (莊 奴, 1922-2016). O filme Tian mi mi recebeu esse nome por causa da interpretação da canção de Teresa Teng.

## Versões
Embora a canção seja inevitavelmente associada com Teresa Teng foi gravada por muitos artistas.

### Versão de Lu Han
O cantor e ator chinê Lu Han gravou a música para a trilha sonora do filme de 1996, Comrades: Almost a Love Story. Em 26 de janeiro de 2015 foi anunciado que Lu Han estaria cantando a canção-tema para o lançamento do filme na China Comrades: Almost a Love Story, segundo a mídia chinesa Sina. O filme, dirigido pelo cineasta de Hong Kong Peter Chan, foi originalmente lançado em 1996. Devido à tensão política entre Hong Kong e China continental, no entanto, levou 19 anos para o filme ser aprovado para lançamento na China. Um membro da equipe de produção explicou: "Peter Chan pediu ao músico chinês Dou Feng para fazer a gravação de uma nova versão da música-tema e pediu que Lu Han cantasse para a trilha sonora do filme". Peter Chan pediu para Lu Han participar devido à sua voz suave e clara como ele sentiu que seria eficaz para expressar as emoções da música. De um modo geral, é uma versão muito mais moderna e jovem do que a versão original. A canção foi lançada oficialmente em 3 de fevereiro de 2015.
O vídeo teaser da canção foi lançado em 2 de fevereiro de 2015. O vídeo da música foi lançado em 4 de fevereiro. O vídeo musical também foi feito para transmitir as emoções doce e pura das letras, mantendo-o muito simples e deixando as expressões de Lu Han transmitirem a mensagem da música.